# Sentier de grande randonnée 465
Le sentier de grande randonnée 465 (GR 465) relie les monts du Cantal à la vallée du Lot, sur environ 175 kilomètres depuis Murat (Cantal) jusqu'à Conques (Aveyron),.

## Itinéraire
Inauguré le 30 juin 2017,  le GR 465 correspond à une partie du trajet qu'empruntaient les moines de l'abbaye de Cluny pour se rendre à Compostelle.
Au départ, une partie de l'itinéraire est commune avec ceux du GR 4 (de Royan en Charente-Maritime à Grasse dans les Alpes-Maritimes) et du GR 400 (le tour du volcan cantalien). En huit étapes, le parcours passe par les lieux suivants :
- Murat ;
- Albepierre-Bredons ;
- col de Prat-de-Bouc (1 396 m d'altitude) ;
- Plomb du Cantal (1 855 m d'altitude) ;
- col de Chèvre (1 636 m d'altitude) ;
- puy Gros (1 594 m d'altitude) ;
- Pailherols ;
- Mur-de-Barrez ;
- Taussac ;
- Murols ;
- Lapeyrugue ;
- Montsalvy ;
- Junhac ;
- Sénezergues ;
- Cassaniouze ;
- Grand-Vabre ;
- Conques, localité adhérente de l'association Les Plus Beaux Villages de France.

À Conques, le GR 465 fait la jonction avec le GR 6 (de Sainte-Foy-la-Grande en Gironde à Saint-Paul-sur-Ubaye dans les Alpes-de-Haute-Provence), le GR 62 (de Conques à Meyrueis en Lozère) et le GR 65 (la via Podiensis des chemins de Compostelle).

### GR 465A
À partir de Murols, une variante, le GR 465A, permet de rejoindre Conques par la vallée du Lot, les deux itinéraires se rejoignant au sud de Grand-Vabre :
- Murols ;
- Pons (commune de Saint-Hippolyte) ;
- Entraygues-sur-Truyère ;
- Le Fel ;
- Vieillevie ;
- Conques.

## Sites ou monuments sur le parcours
Sur le trajet sont visibles certains sites ou monuments remarquables :
- l'église Saint-Pierre de Bredons ;
- le Plomb du Cantal, deuxième plus haut sommet du Massif central ;
- la tour de Monaco à Mur-de-Barrez ;
- l'église Saint-Thomas-de-Cantorbéry de Mur-de-Barrez ;
- l'ancienne abbaye Notre-Dame de l'Assomption de Montsalvy ;
- le château de Réghaud à Sénezergues ;
- l'église Notre-Dame-de-la-Purification de Cassaniouze ;
- le pont sur la Truyère à Entraygues-sur-Truyère  (GR 465A) ;
- le château de Vieillevie (GR 465A).

À son terme, le GR 465 passe par deux sites du patrimoine mondial de l'UNESCO,  au titre des chemins de Saint-Jacques-de-Compostelle :
- le pont sur le Dourdou à Conques ;
- l'abbatiale Sainte-Foy de Conques.

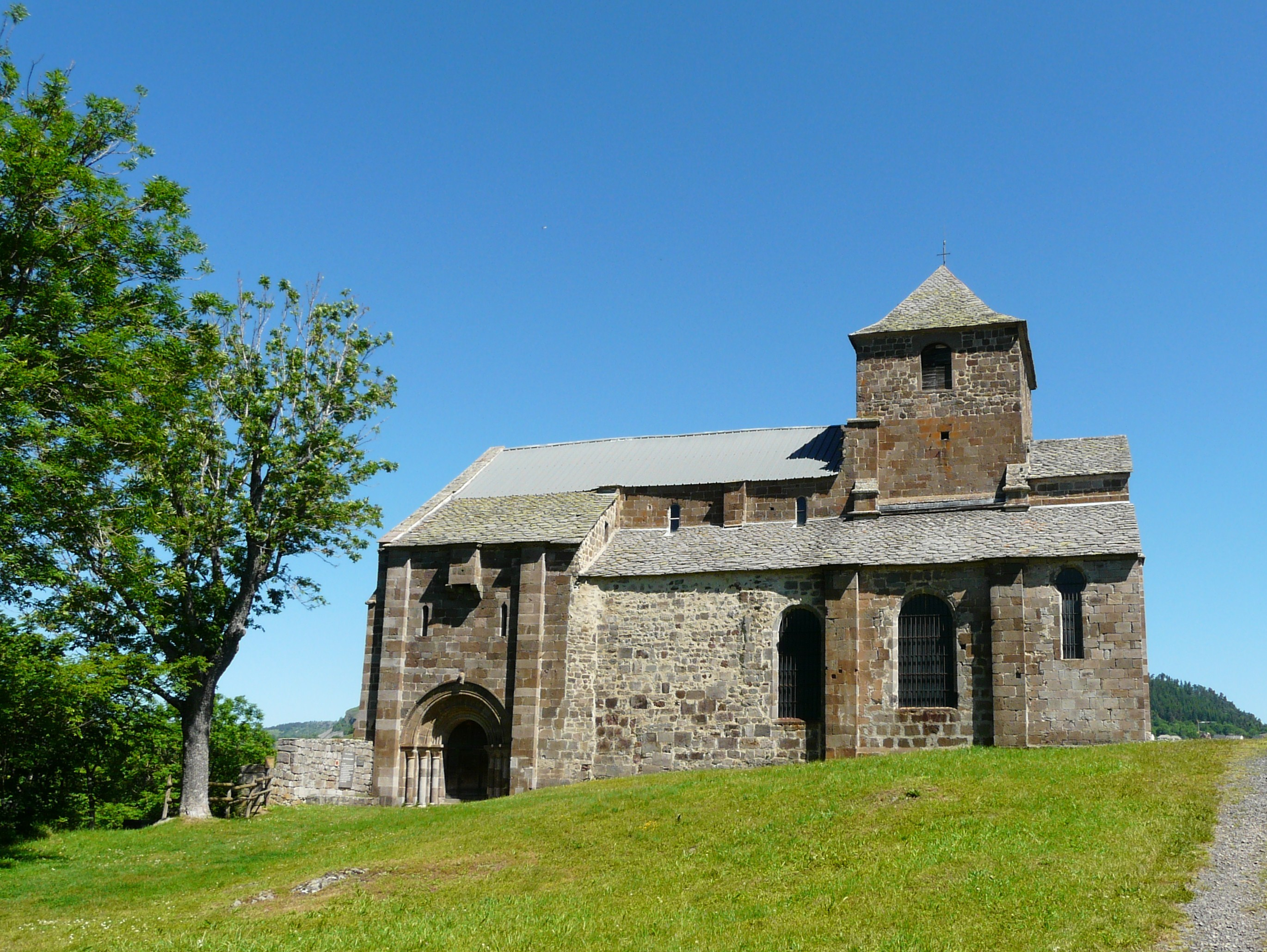
L'église Saint-Pierre de Bredons.
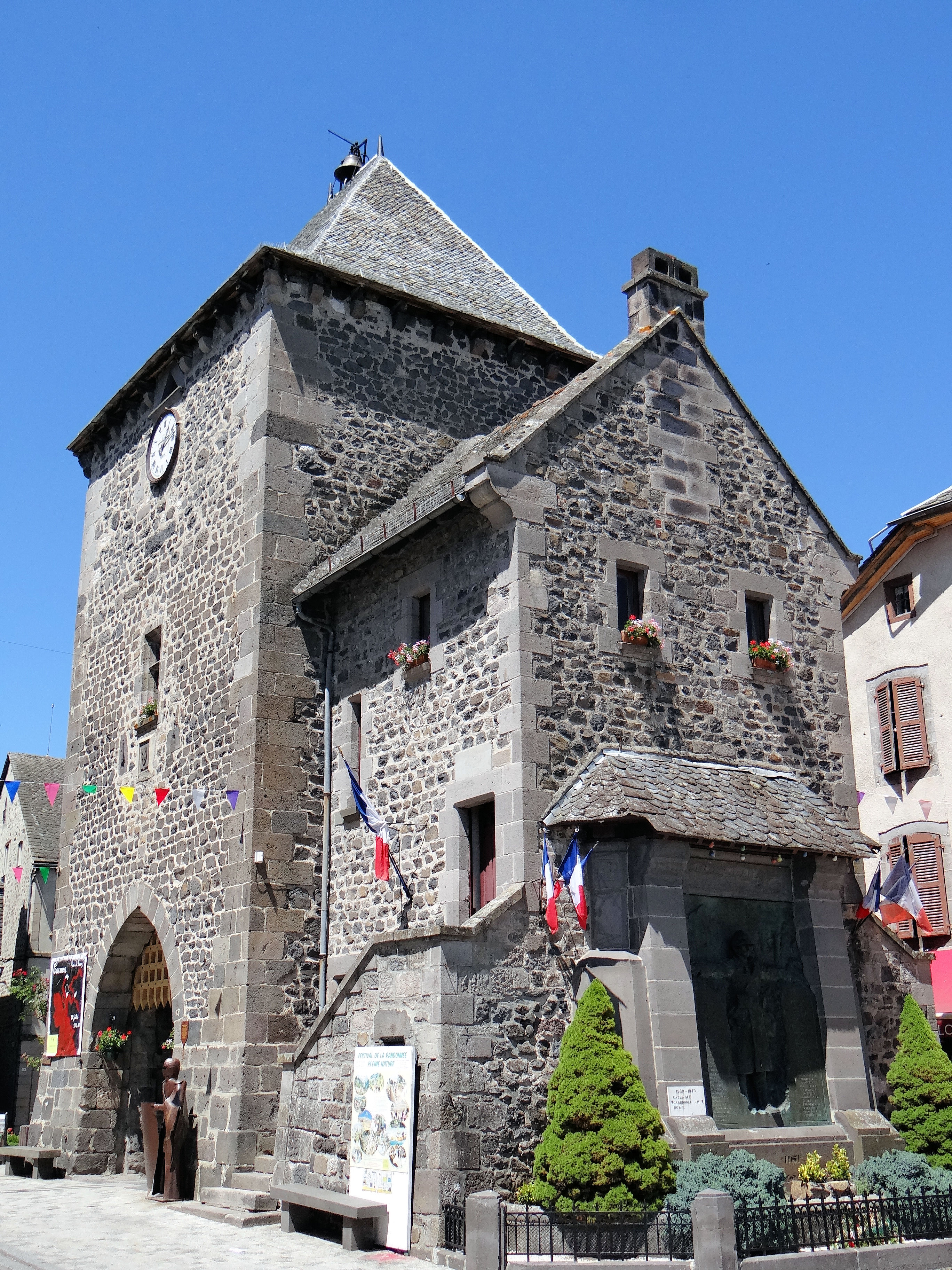
La tour de Monaco à Mur-de-Barrez.
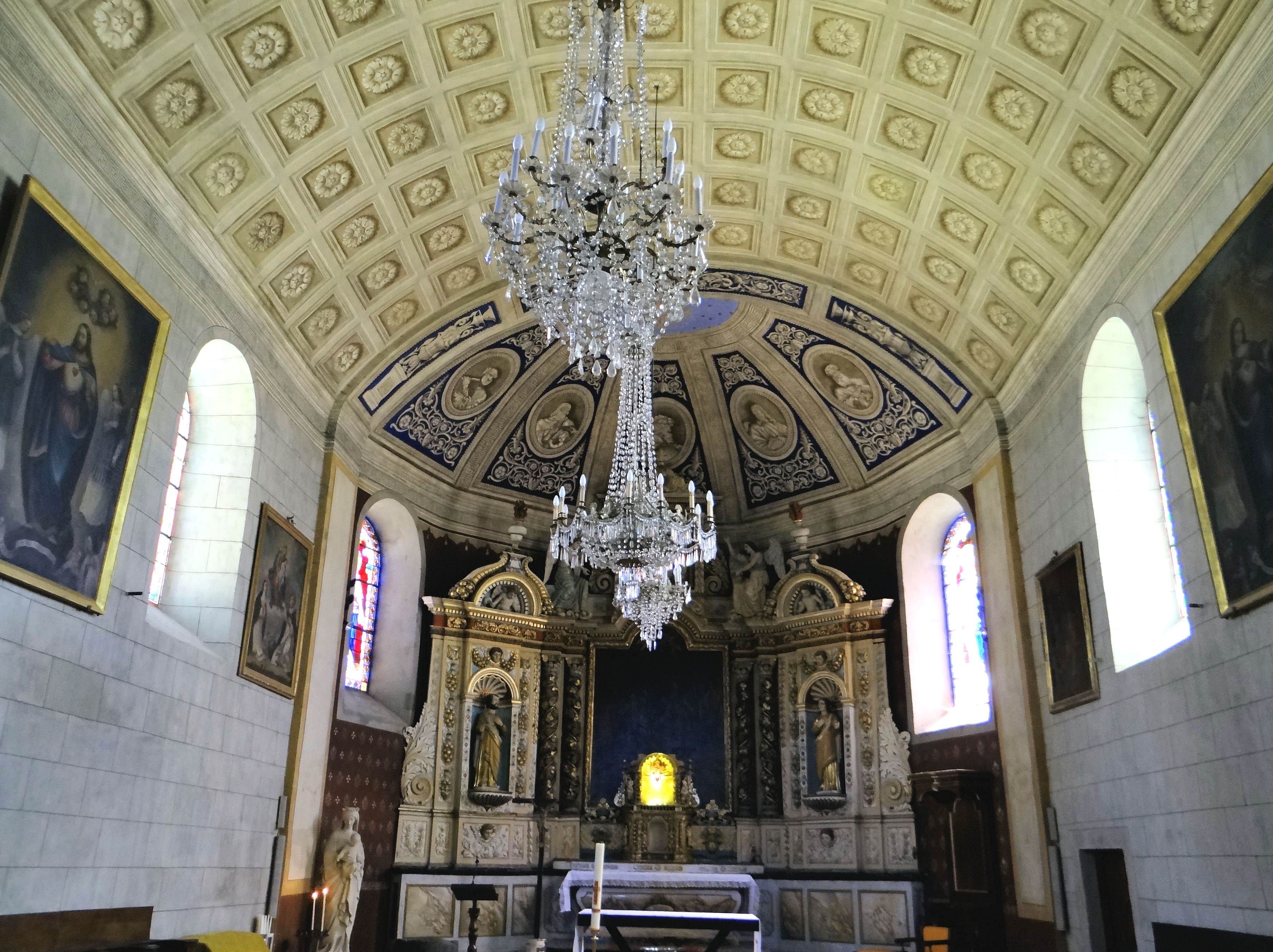
L'église Saint-Thomas-de-Cantorbéry de Mur-de-Barrez.
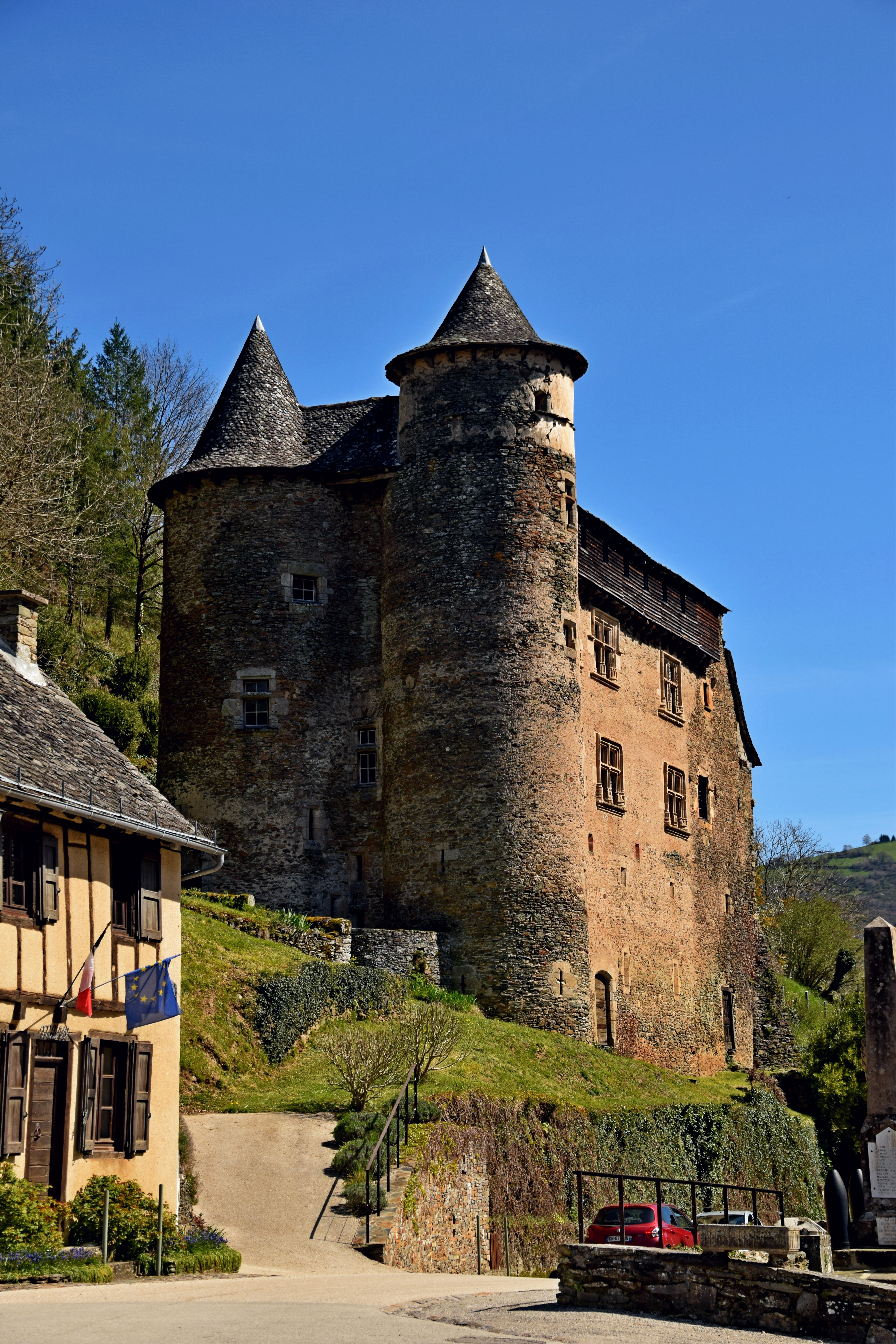
Le château de Vieillevie.
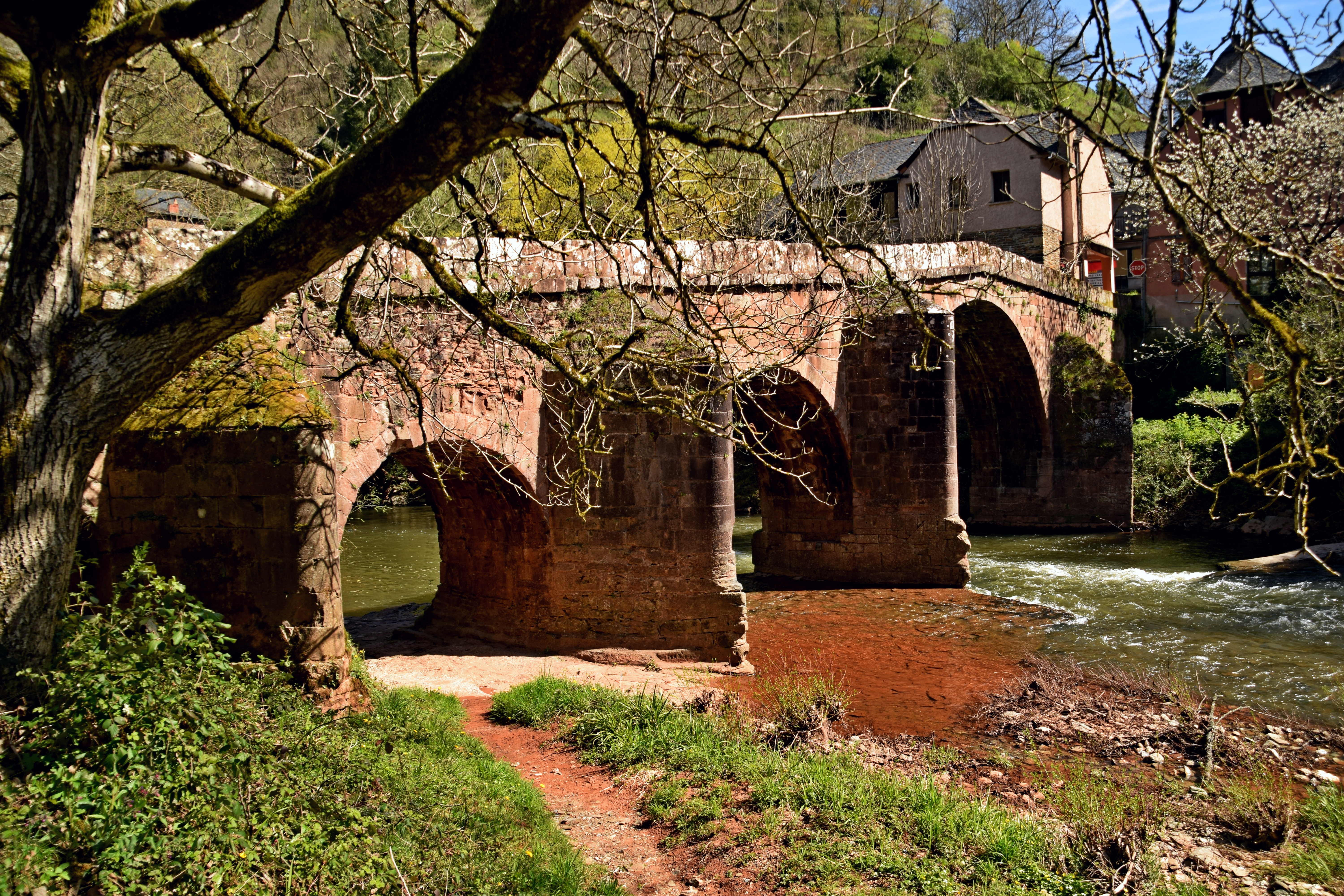
Le pont sur le Dourdou à Conques.
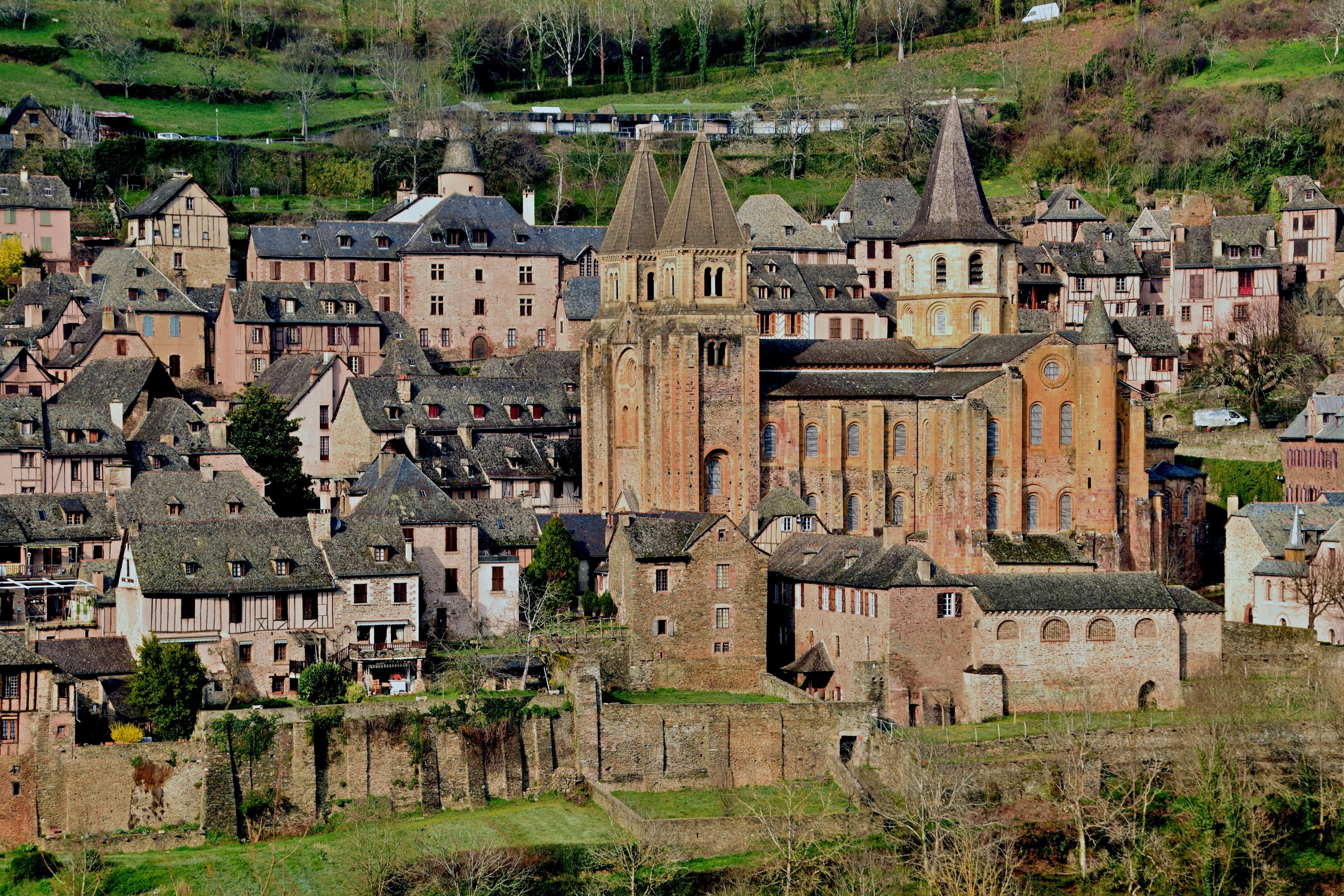
Conques et son abbatiale Sainte-Foy.